# Assedio di Bezabde
L'assedio di Bezabde fu un episodio delle campagne siriano-mesopotamiche di Sapore II. Nel 360 le armate persiane di Sapore II assediarono ed espugnarono la fortezza romana di Bezabde in Zabdicene, e, ritenendola una fortezza importante strategicamente, provvedettero a restaurare quelle porzioni delle mura in cattivo stato e a porvi molte provviste e una forte guarnigione persiana al suo interno, in modo da prevenire una possibile riconquista romana. Nello stesso anno l'Imperatore romano Costanzo II tentò la riconquista della città cingendola d'assedio, ma ogni suo assalto venne respinto, e i Persiani poterono conservare il possesso di Bezabde.

## Assedio persiano
Dopo aver espugnato e distrutto Singara, Sapore II prudentemente decise di non assaltare Nisibi, tenendo ben presente i rovesci lì subiti nelle sue precedenti campagne militari; decise invece di assaltare la fortezza di Bezabde, in origine chiamata Phaenicha, con l'intenzione di occuparla o con la forza o tramite negoziazioni diplomatiche con la guarnigione cittadina. Bezabde era una fortezza molto resistente collocata su una collina di moderata altezza nelle vicinanze delle rive del fiume Tigri. Nel punto di maggiore vulnerabilità da un assalto nemico era protetta da una doppia cerchia di mura. Erano di stanza nella città per difenderla ben tre legioni, la Legio II Flavia, la Legio II Armeniaca e la Legio II Parthica, nonché numerosi arcieri Zabdiceni, sul quale suolo la fortezza era situata.
Il primo assalto alle mura fu condotto dal re persiano in persona, alla testa dei reggimenti di cavalieri completamente armati; ma, essendo diventato il bersaglio di frecce e di missili lanciati dalle ballistae, fu costretto a battere in ritirata, protetto dai suoi soldati che con una barriera di scudi circondarono da ogni lato il re proteggendolo dalle frecce e dai missili. Sapore II tentò quindi la via diplomatica, inviando un messaggio alla guarnigione romana: li pregò di porre fine al blocco alla città con una resa tempestiva se avevano riguardo per le proprie vite e per il loro futuro; se avessero aperto le porte ai Persiani e si fossero presentati prostranti di fronte al re persiano, avrebbero avuto risparmiate le loro vite.  Quando i messaggeri del re persiano osarono avvicinarsi alle mura per riferire il messaggio di Sapore, i difensori delle mura li risparmiarono per il motivo che essi erano accompagnati da alcuni uomini fatti prigionieri dai Persiani a Singara e che furono riconosciuti dalla guarnigione; per non rischiare di colpire alcuno di essi, nessuna arma fu lanciata; ma all'offerta di pace del re persiano non fu fornita risposta.
Una tregua fu garantita alla guarnigione per un intero giorno e notte, ma, prima dell'inizio del giorno successivo, i Persiani condussero un assalto alla città, trovando però una strenua difesa da parte della guarnigione cittadina, che riuscì a respingere l'assalto, durato per un'intera giornata; giunta la notte, i due schieramenti si separarono con perdite equivalenti, ma prima dell'alba del giorno successivo, l'assalto venne rinnovato con ardore ancora maggiore.
Il giorno ancora successivo, che, dopo le pesanti perdite subite da entrambe le parti, fu concordato per consenso comune che sarebbe stato di riposo, il vescovo cittadino chiese e ottenne di presentarsi al cospetto del re persiano, dopo aver ottenuto la garanzia che gli sarebbe stato concesso di ritornare in città senza correre pericoli. Il vescovo tentò di convincere Sapore a levare l'assedio alla città, affermando che dopo le perdite lamentevoli da entrambi gli schieramenti temeva che ne sarebbero seguite altre in caso di prolungamento dell'assedio, ma invano; infatti, Sapore II rispose al vescovo giurando che non avrebbe levato l'assedio fin quando non avrebbe distrutto la fortezza. Il vescovo fu in seguito sospettato dalla guarnigione di aver rivelato segretamente al re persiano quali fossero le porzioni delle mura più vulnerabili; questi sospetti sembrarono trovare conferma nel fatto che nei giorni successivi i Persiani assaltassero proprio le porzioni delle mura più vulnerabili, come se qualcuno all'interno della città glielo avesse rivelato.
Alla fine, dopo giorni di assalti prolungati, un ariete lanciato contro le mura riuscì a indebolire una torre e a farla collassare, permettendo all'esercito persiano di penetrare nella città. Avvennero allora numerosi combattimenti dentro la città tra bande di soldati romani, che tentavano disperatamente di resistere, e quelli persiani. Alla fine gli assediati, dopo una strenua resistenza, furono con grandi difficoltà dispersi in tutte le direzioni dall'immensa orda nemica, di gran lunga superiore numericamente. La città fu saccheggiata dai soldati nemici, che uccisero tutti gli abitanti che venivano loro a tiro senza aver pietà nemmeno per donne e fanciulli. I Persiani, carichi di spoglie e di un'enorme quantità di prigionieri, tornarono così in trionfo nelle loro tende.
Sapore, tuttavia, ritenendo Bezabde una fortezza molto importante dal punto di vista strategico, decise di non abbandonare il luogo fin quando non avesse riparato completamente le parti abbattute delle mura; vi accumulò al suo interno un'immensa quantità di provviste e la presidiò con una guarnigione di soldati noti per il loro valore militare, in modo che potesse così resistere a lungo a un eventuale tentativo di riconquista da parte dei Romani.

## Tentativo di riconquista romana
Nel frattempo, Costanzo II passò per Melitene, Lacotena, Samosata, attraversò l'Eufrate e raggiunse Edessa, dove rimase per qualche tempo in attesa dell'arrivo dell'esercito e di provviste; e, trascorso l'equinozio d'autunno, partì per Amida. Dopo aver soggiornato per qualche tempo ad Amida, Costanzo II decise di tentare la riconquista di Bezabde. Una volta giunto a poca distanza da Bezabde e una volta fortificati i propri accampamenti per prevenire un eventuale attacco nemico, Costanzo apprese da molte fonti che le porzioni delle mura che erano state indebolite dal tempo e dalla negligenza erano state riparate dai Persiani in modo da poter più agevolmente resistere a un tentativo di riconquista romana. Costanzo, comunque, prima di cominciare l'assalto delle mura, decise di tentare per prima la via diplomatica, tentando di spingere la guarnigione persiana a difesa delle mura di consegnare la città ai Romani, promettendo loro in cambio grandi onori e ricompense. Ma avendo ricevuto un netto rifiuto, Costanzo si preparò per l'assedio della città.
Per ordine dell'Imperatore, i soldati romani assaltarono le mura da tutti i lati, tentando di avvicinarsi alle mura per minarne le fondamenta; per proteggersi da frecce e da altri missili, le legioni si disposero formando una testuggine con gli scudi, avanzando lentamente verso le mura; ma, a causa dell'enorme quantità di armi scagliate contro di essi, la connessione degli scudi si ruppe e i soldati furono costretti al ritiro. Dopo un giorno di tregua, nel corso del terzo giorno di assedio fu rinnovato dai Romani l'assalto alle mura, con il tentativo di scalarle. L'assalto venne però respinto dai difensori.
Nel corso del decimo giorno di assedio, si decise di usare un ariete di enormi dimensioni che i Persiani avevano lasciato a Carre, dopo averlo usato in precedenza per espugnare Antiochia. Tuttavia, l'assalto con l'ariete non poté essere portato avanti e l'uso di artiglieria e il lancio di pietre e missili continuò a cagionare pesanti perdite in entrambi gli schieramenti. L'assedio si prolungava sempre di più e molti soldati romani perirono perché, consapevoli di stare combattendo alla vista dell'Imperatore, sperando ricompense e desiderando di essere facilmente riconosciuti da Costanzo, decisero imprudentemente di togliersi gli elmetti venendo però così agevolmente uccisi dagli arcieri nemici.
Dopo molti giorni di assedio entrambi gli schieramenti decisero di farsi più cauti. I Persiani, atterriti dall'uso da parte dei Romani di quell'enorme ariete, nonché di arieti più piccoli, tentarono di dare fuoco ad essi tramite il lancio di dardi incendiari. Ma i loro tentativi risultarono vani, perché i Romani presero precauzioni per impedire che gli arieti prendessero fuoco. Tuttavia i difensori riuscirono a difendersi da un assalto con l'ariete enorme, riuscendo a legare l'estremità dell'ariete da entrambi i lati con funi molto lunghe, e trattenerlo in modo che non potesse essere riportato indietro e accumulare nuova potenza. Alla fine, la guarnigione persiana riuscì, con una sortita offensiva fuori dalle mura, a dare fuoco a tutte le macchine d'assedio romane, tranne l'ariete enorme, che però rimase fortemente danneggiato e che fu salvato a stento dalle fiamme dai soldati romani.
Alla fine, dopo ulteriori tentativi falliti, l'Imperatore rimase diviso sul da farsi; da una parte riconquistare Bezabde era fondamentale, essendo una fortezza di notevole importanza strategica, di conseguenza sarebbe stato opportuno prolungarne l'assedio; dall'altra parte, la tarda stagione lo dissuadeva dal continuare l'assedio. Alla fine l'Imperatore decise di rimanere lì, e di condurre schermaglie leggere, sperando che i Persiani sarebbero stati spinti alla resa per mancanza di provviste. Ma non ottenne i risultati sperati. Alla fine, a causa dell'avvicinarsi dell'inverno e del timore di attacchi nemici, nonché di un possibile ammutinamento dei soldati esasperati dal lungo e fallimentare assedio, l'Imperatore decise di levare l'assedio. Costanzo II ritornò quindi ad Antiochia per svernarvi, dopo aver subito pesanti perdite.